# والتر دیک
والتر دیک (انگلیسی: Walter Dick؛ ۲۰ سپتامبر ۱۹۰۵ – ۲۴ ژوئیهٔ ۱۹۸۹) یک بازیکن فوتبال اهل ایالات متحده آمریکا بود.
وی همچنین در تیم ملی فوتبال ایالات متحده آمریکا بازی کرده است.